# Саво Перовић
Саво Перовић (Титоград, 26. јануар 1991) јесте црногорски и српски певач поп-фолк музике који је популарност стекао учешћем у музичком такмичењу Звезде Гранда и другој сезони ријалити програма Задруга.

## Биографија
Саво Перовић рођен је 26. јануара 1991. године у Титограду. Од 2008. године живи и ради у Београду.

## Каријера
Склоност ка музици је показао врло рано, али га је шира јавност упознала тек 2010. године као једног од учесника Звезда Гранда. Током првог покушаја није успео да оствари добар пласман. На исто музичко такмичење поново се пријавио 2015. године. Подучен претходним искуством, овог пута поред талента показао и специфичан смисао за сценски наступ. Одушевљавао је чланове жирија певачким умећем, али и смелим одевним комбинацијама. Није успео да се пласира у велико финале, али је добио прилику да сними песму. У Задрузи је издржао пуних 300 дана, а укупном пласману освојио је 19. место.

## Приватни живот
Љубав према музици наследио је од мајке Сузане Перовић Блонди. Блонди се за Савиног оца удала са само 17 година. Казала је да ју је бивши супруг малтретирао и злостављао, те да је претрпела свашта док је била у браку. Познато је да је велики обожавалац тетоважа. На раменима је тетовирао звезде, а на грудима птицу у лету. Осим тога, млади певач много пажње посвећује свом физичком изгледу у шта се могу уверити његови пратиоци на друштвеним мрежама. На Инстаграму га прати више од осамдесет хиљада људи.

## Награде и номинације
| Година | Награда                 | Категорија | Рад | Исход              | Реф.        |
| ------ | ----------------------- | ---------- | --- | ------------------ | ----------- |
| 2023.  | Песма за Евровизију ’23 |            |     | Испао у полуфиналу | [ 3 ] [ 4 ] |

## Дискографија

### Синглови
- 2013. Опрости волим те још
- 2016. Дериште (дует са Сајси MC)
- 2017. Коцкар (дует са Александром Стојковић)
- 2017. Одело
- 2018. Модро срце
- 2019. Она ме цима
- 2020. Грам по грам (дует са Луном Ђогани)
- 2022. Нон-стоп
- 2023. Президенте (Песма за Евровизију ’23)
- 2023. Што да не (дует са Силвијом Ђогани)
- 2024. Био сам лош